# Tristan Taormino
Tristan Taormino (Syosset, New York, 9 mei 1971) is een Amerikaans feministe, auteur, columniste, seksonderwijzeres, activiste, redactrice, spreekster, radiopresentatrice, pornoactrice en pornofilmregisseuse.

## Carrière
Taormino rondde in 1993 haar studie Amerikanistiek aan de Wesleyan University in Middletown, Connecticut af. Het werk van Taormino is activistisch en staat in het teken van de seksuele ontwikkeling van vrouwen. Taormino propageert sekspositief feminisme, feministische pornografie en polyamorie. Taormino schreef het boek The Ultimate Guide to Anal Sex for Women (1997) waarmee ze in 1998 de Firecracker Alternative Book Award won en Amazon.com's No. 1 Bestseller in Women's Sex Instruction van 1998 werd. Tussen 1996 en 2009 voerde ze de redactie voor Best Lesbian Erotica, uitgegeven door Cleis Press. Tussen 1999 en 2008 schreef Taormino columns voor The Village Voice onder de titel "Pucker Up". Sinds 1999 schrijft Taormino "The Anal Advisor" column voor het tijdschrift Hustler's Taboo. Ze was hoofdredactrice van het lesbisch-erotisch tijdschrift On Our Backs. Taormino geeft workshops en spreekt op universiteiten over de onderwerpen feminisme, lhbt-rechten en seksualiteit en genderidentiteiten.

## Privé
Taormino is de nicht van schrijver Thomas Pynchon en afstammeling van William Pynchon (1590-1662), een Engelse kolonist in de Verenigde Staten en stichter van Springfield, Massachusetts.

## Filmografie

### als actrice
- Ecstatic Moments (1999)
- Ultimate Guide to Anal Sex for Women 1 Part 1 (1999)
- Ultimate Guide to Anal Sex for Women 1 Part 2 (1999)
- Ultimate Guide to Anal Sex for Women 2 (2001)
- Chemistry 1 (2006)
- Tristan Taormino's Expert Guide to Anal Sex (2007)
- Tristan Taormino's Expert Guide to Oral Sex 1: Cunnilingus (2007)
- Chemistry 4 (2008)
- Tristan Taormino's Expert Guide to the G Spot (2008)
- Her Porn 1 (2009)
- Tristan Taormino's Expert Guide to Anal Pleasure for Men (2009)
- Tristan Taormino's Expert Guide to Female Orgasms (2010)
- Tristan Taormino's Expert Guide to Advanced Anal Sex (2011)
- Tristan Taormino's Expert Guide To Kinky Sex For Couples (2013)
- Tristan Taormino's Guide to Bondage for Couples (2013)

## Bibliografie

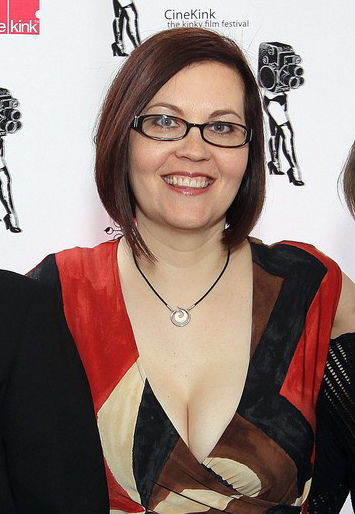
Tristan Taormino tijdens de CineKink awards (2013)

### als regisseuse
- Ultimate Guide to Anal Sex for Women 1 Part 1 (1999)
- Ultimate Guide to Anal Sex for Women 1 Part 2 (1999)
- Ultimate Guide to Anal Sex for Women 2 (2001)
- Chemistry 1 (2006)
- Tristan Taormino's House of Ass (2006)
- Chemistry 2 (2007)
- Chemistry 3 (2007)
- Tristan Taormino's Expert Guide to Anal Sex (2007)
- Tristan Taormino's Expert Guide to Oral Sex 1: Cunnilingus (2007)
- Tristan Taormino's Expert Guide to Oral Sex 2: Fellatio (2007)
- Chemistry 4 (2008)
- Penny Flame's Expert Guide to Hand Jobs for Men and Women (2008)
- Tristan Taormino's Expert Guide to the G Spot (2008)
- Tristan Taormino's Expert Guide to Threesomes (2008)
- Midori's Expert Guide to Sensual Bondage (2009)
- Rough Sex 1 (2009)
- Tristan Taormino's Expert Guide to Anal Pleasure for Men (2009)
- Tristan Taormino's Expert Guide to Positions (2009)
- Rough Sex 2 (2010)
- Tristan Taormino's Expert Guide to Advanced Fellatio (2010)
- Tristan Taormino's Expert Guide to Female Orgasms (2010)
- Rough Sex 3: Adrianna's Dangerous Mind (2011)
- Tristan Taormino's Expert Guide to Advanced Anal Sex (2011)
- Tristan Taormino's Expert Guide to Female Ejaculation (2012)
- Tristan Taormino's Expert Guide to Pegging (2012)
- Tristan Taormino's Expert Guide To Kinky Sex For Couples (2013)
- Tristan Taormino's Guide to Bondage for Couples (2013)

### als schrijfster
- The Ultimate Guide to Anal Sex for Women (Cleis Press, 1997/2006) ISBN 1-57344-028-0 Tweede editie 2006, ISBN 978-1-57344-221-3
- Pucker Up: A Hands-on Guide to Ecstatic Sex (ReganBooks, 2001) – heruitgegeven als paperback met de titel Down and Dirty Sex Secrets (2003) ISBN 0-06-098892-4
- True Lust: Adventures in Sex, Porn and Perversion (Cleis Press, 2002) ISBN 1-57344-157-0
- Opening Up: Creating and Sustaining Open Relationships (Cleis Press, 2008) ISBN 978-1-57344-295-4
- The Anal Sex Position Guide: The Best Positions for Easy, Exciting, Mind-Blowing Pleasure (Quiver, 2009) ISBN 978-1-59233-356-1
- The Big Book of Sex Toys (Quiver, 2010) ISBN 1-59233-355-9
- Secrets of Great G-Spot Orgasms and Female Ejaculation (Quiver, 2011) ISBN 1-59233-456-3
- 50 Shades of Kink: An Introduction to BDSM (Cleis Press, 2012) ISBN 978-1-62778-030-8

### als redactrice
- Pucker Up: the zine with a mouth that's not afraid to use it (Black Dog Productions, 1995) als uitgeefster en redactrice
- Best Lesbian Erotica (Cleis Press, 1996–2009) als redactrice van de reeks
- Ritual Sex (Rhinoceros Books, 1996)
- A Girl's Guide to Taking Over the World: Writings from the Girl Zine Revolution (St. Martin's Press, 1997)
- Hot Lesbian Erotica (Cleis Press, 2005)
- Best Lesbian Bondage Erotica (Cleis Press, 2007)
- Sometimes She Lets Me: Best Butch/Femme Erotica (Cleis Press, 2010)
- Take Me There: Trans and Genderqueer Erotica (Cleis Press, 2011) ISBN 978-1-57344-720-1
- The Ultimate Guide To Kink: BDSM, Role Play and the Erotic Edge (Cleis Press, 2012) editor ISBN 978-1-57344-779-9
- Stripped Down: Lesbian Sex Stories (Cleis Press, 2012) ISBN 978-1-57344-794-2
- The Feminist Porn Book: The Politics of Producing Pleasure (Feminist Press, 2013) ISBN 978-1-55861-818-3
- When She Was Good: Best Lesbian Erotica (Cleis Press, 2014) ISBN 978-1-62778-069-8

### wetenschappelijk artikel
- (en) Voss, Georgina  (januari 2014). Tristan Taormino interviewed by Georgina Voss. Porn Studies  1 (1–2): 203–205. DOI:10.1080/23268743.2014.888257., uitgever Taylor and Francis

## Prijzen

### Films
| jaar | uitreiking            | prijs / categorie                              | film                                                     |
| ---- | --------------------- | ---------------------------------------------- | -------------------------------------------------------- |
| 2006 | Feminist Porn Award   | n.v.t.                                         | Tristan Taormino's House of Ass                          |
| 2007 | AVN Award             | Best Gonzo Release                             | Chemistry                                                |
| 2007 | Feminist Porn Award   | Hottest Gonzo Sex Scene & Hottest Diverse Cast | Chemistry                                                |
| 2007 | Adam Film World Award | Best Couples Movie                             | Chemistry                                                |
| 2008 | Feminist Porn Award   | Smutty Schoolteacher of the Year               | Tristan Taormino's Expert Guide to Oral Sex 1 & 2        |
| 2009 | AVN Award             | Best Educational Release                       | Tristan Taormino's Expert Guide to Oral Sex 2: Fellatio  |
| 2010 | Feminist Porn Award   | The Trailblazer Award                          | n.v.t.                                                   |
| 2010 | Feminist Porn Award   | Smutty Schoolteacher of the Year               | Tristan Taormino's Expert Guide to Anal Pleasure for Men |
| 2010 | AVN Award             | Best Educational Release                       | Tristan Taormino's Expert Guide to Threesomes            |
| 2011 | Feminist Porn Award   | Hottest BDSM Movie                             | Rough Sex 2                                              |
| 2011 | AVN Award             | Best Educational Release                       | Tristan Taormino's Expert Guide to Advanced Fellatio     |
| 2012 | Feminist Porn Award   | Smutty Schoolteacher of the Year               | Tristan Taormino's Expert Guide to Advanced Anal Sex     |
| 2013 | Feminist Porn Award   | Smutty Schoolteacher of the Year               | Tristan Taormino's Expert Guide to Pegging               |

### Boeken
| jaar | uitreiking                         | prijs / categorie   | boek                                            |
| ---- | ---------------------------------- | ------------------- | ----------------------------------------------- |
| 1998 | Firecracker Alternative Book Award | Sex                 | The Ultimate Guide to Anal Sex for Women        |
| 2003 | Lambda Literary Award              | Lesbian Erotica     | Best Lesbian Erotica 2003                       |
| 2004 | Lambda Literary Award              | Lesbian Erotica     | Best Lesbian Erotica 2004                       |
| 2011 | Lambda Literary Award              | Lesbian Erotica     | Sometimes She Lets Me: Best Butch/Femme Erotica |
| 2011 | NLA Samois Anthology Award         | Lesbian Erotica     | Sometimes She Lets Me: Best Butch/Femme Erotica |
| 2012 | Lambda Literary Award              | Transgender Fiction | Take Me There: Trans and Genderqueer Erotica    |